# Аввакумова Ірина Андріївна

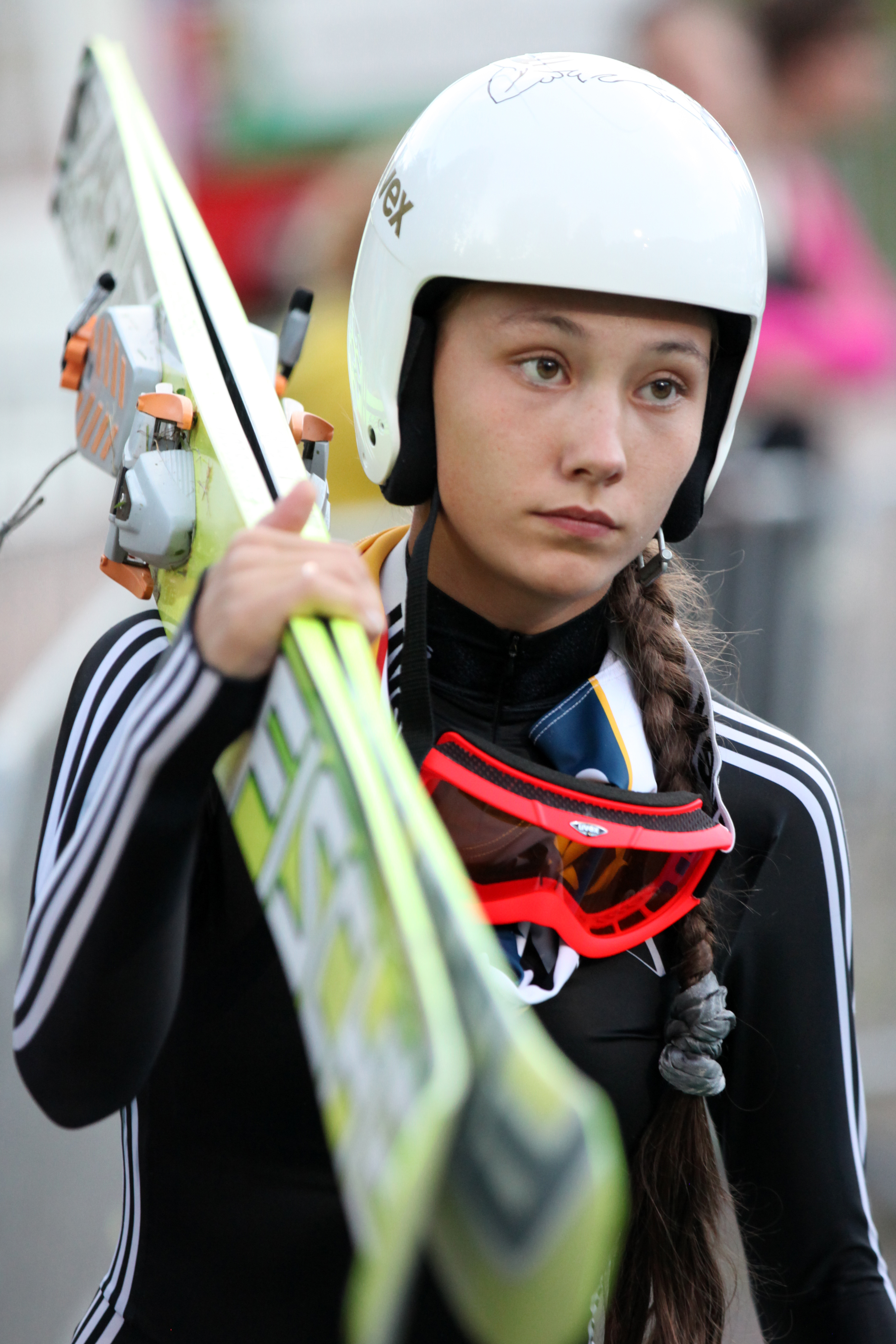
Ірина Аввакумова

Аввакумова Ірина Андріївна (рос. Аввакумова Ирина Андреевна, до шлюбу Тактаєва (рос. Тактаева), 14 вересня 1991, Ленінградська область, СРСР) — російська спортсменка, що спеціалізується на стрибках з трампліна. Учасниця чемпіонату світу з лижних видів спорту (2011). Майстер спорту Росії.

## Біографія
Ірина Тактаєва народилася у Ленінградській області Росії. Стрибками з трампліна почала займатися у віці семи років, однак згодом перейшла до лижної секції і на стрибках остаточно зупинилася лише у 14-річному віці. У етапах Кубка Європи розпочала брати участь з серпня 2009 року, зайнявши у дебютному для себе змаганні, що відбулося в німецькому Бішофсгрюні, 47 місце.
29 січня 2010 року Тактаєва взяла участь у юнацькому Чемпіонаті світу з лижних видів спорту у Гінтерцартені, посівши передостаннє 38 місце серед учасниць, які виконали хоча б один стрибок. Наступного року на цих же змаганнях у естонському місті Отепя Ірина зайняла 39 місце серед більш ніж 50 учасниць.
25 лютого 2011 року росіянка вперше в кар'єрі отримала можливість змагатися серед найсильніших спортсменок світу на Чемпіонаті світу з лижних видів спорту, що відбувся у Осло. Тактаєва показала 47 результат, не досить вдало виконавши перший стрибок (71,5 метрів) та не кваліфікувавшись до числа 30 найкращих, що отримали право стрибати вдруге.
У грудні 2011 року Ірина Тактаєва одружилася з Максимом Аввакумовим та взяла його прізвище. В усіх подальших змаганнях вона почала виступати саме під ним.
2012 рік став для спортсменки значно вдалішим за попередні. 14 липня їй вдалося підійнятися на п'єдестал пошани австрійського етапу Кубка FIS у місті Філлах, зайнявши друге місце. А 23 вересня вона повторила свій успіх на фінальному етапі Гран-прі у місті Алмати.
За результатами внутрішніх та міжнародних змагань Ірина Аввакумова вважається безсумнівним лідером збірної Росії зі стрибків з трампліну напередодні Зимових Олімпійських ігор у Сочі 2014 року.

## Олімпійські ігри
| Рік  | Місто                     | НТ | ЗК  |
| ---- | ------------------------- | -- | --- |
| 2014 | Сочі, Росія               | 16 | Н/Д |
| 2018 | Пхьончхан, Південна Корея | 4  | Н/Д |
| 2022 | Пекін, Китай              | 7  | 2   |

## Досягнення
- Майстер спорту Росії
- Чемпіонка Росії (2): 2011[4], 2012[5]
- Срібний призер чемпіонату Росії (2): 2009[6], 2010[7]